# Løvejagten
Løvejagten er en dansk sort-hvid stumfilm fra 1908, produceret af Nordisk Films Kompagni og instrueret af Viggo Larsen efter manuskript af Ole Olsen. Filmen blev en verdenssucces. Den blev solgt i i alt 259 kopier, hvilket var meget på den tid.

## Handling
To jægere går rundt i urskoven. De ser en række dyr: Strudse, en zebra og en flodhest. Med en sort tjener som stifinder følger de et spor. De slår lejr, men bliver vækket af en løve, som nedlægger et kid. Løven dræber også jægernes hest. De skyder løven, der sidder ude i vandet. Den ene jæger stiller sig i positur ved den døde løve og ryger en cigaret. Jæger opdager endnu en løve. Også den bliver skudt. Løverne bliver flået og skindene vist frem for kameraet. Jægerne ryger endnu en cigaret, og den sorte tjener får også en.

## Medvirkende
| Skuespiller     | Rolle          |
| --------------- | -------------- |
| Axel Graatkjær  | A. Sørensen    |
| Viggo Larsen    | jæger          |
| Knud Lumbye     | jæger          |
| William Thomsen | indfødt tjener |

## Produktion
Filmen fremstår som en iscenesat virkelighedsreportage, om end den intense mediedækning af optagelserne næppe har ladet nogen i tvivl om, at løvejagten faktisk fandt sted på den lille ø Elleore i Roskilde Fjord. Filmen sammenstiller med en vis dygtighed, optagelser fra flere forskellige lokaliteter. Jægerne i urskoven er fotograferet i Ordrup Krat nord for København, dyrene de kigger på, er filmet i Zoologisk Have (med kameraet nedad, så man ikke kan se indhegningerne) og løvescenerne er fra den ubeboede og ubebyggede ø Elleore i Roskilde Fjord.
Optagelserne på Elleore fandt sted i august 1907. Undervejs nedlagde justitsminister Alberti forbud mod indspilningen, efter at en dyreværnsforening havde indgivet klage over dyremishandling. Det lykkedes dog at gennemføre optagelserne og smugle filmen til Sverige, hvorfra den blev distribueret. Biografpremieren udenfor Danmark var således allerede i produktionsåret 1907. Overtrædelsen af optageforbuddet bevirkede at justitsministeren nu prøvede at ramme Ole Olsen på et andet felt. Han blev frataget retten til at drive biograf i Danmark.

## Modtagelse
I det retslige efterspil blev Ole Olsen for øvrigt pure frifundet for anklagerne mod dyrplageri. Det kunne dokumenteres, at alle de medvirkende dyr faktisk blev nedlagt af professionelle skytter, inden de kunne nå at lide anden overlast.
De to medvirkende løver blev indkøbt fra Hagenbecks dyrepark i Tyskland for den nette sum af 5.000 kr. De skulle egentlig have været aflivet på grund af deres høje alder. Desuden indkøbtes en gammel hest og en ged.
Filmen er på dansk spillefilms top 100 som defineret af Det Danske Filminstitut.